# 鳳江號巡邏艦
鳳江號巡邏艦（舷號：PGG-607），為中華民國海軍錦江級巡邏艦四號艦。

## 艦歷
鳳江軍艦建成後因適逢陽字號驅逐艦陸續除役，海軍將艦上裝備之武進三型部份系統轉用至鳳江號，鳳江艦加裝雄風二型反艦飛彈與W-160射控雷達。
2022年11月1日，因接替的沱江級巡邏艦陸續建成服役，鳳江軍艦於高雄海軍旗津營區舉行除役典禮。
2023年8月15日，「海空精準飛彈操演」中，鳳江軍艦與淡江軍艦擔任靶艦被擊沉。

## 資料來源
1. ↑   (新闻稿). 中華民國海軍. 2017-06-22  [2021-02-01]. （原始内容存档于2021-03-10） （中文（臺灣））.
2. ↑  .   [2023-08-12]. （原始内容存档于2023-08-12）.

## 外部連結
- MDC軍武狂人夢-錦江級巡邏艦（页面存档备份，存于）